# Saunasalmi
Saunasalmi är en vik i Finland. Den är en del av sjön Iijärvi och ligger i Paldamo i landskapet Kajanaland, i den centrala delen av landet, 500 km norr om huvudstaden Helsingfors.